# Festival international du film de Thessalonique 2006
Le Festival international du film de Thessalonique 2006 fut la 47e édition du Festival international du film de Thessalonique. Elle se tint du 17 au 26 novembre 2006.

## Jury
- Président : Christine Vachon
- Jurés :
  - Pierre Rissient
  - Kátia Lund
  - Diego Galan
  - Mogens Rukov
  - Xu Jinglei
  - Lefteris Voyatzis

## Films sélectionnés
- En ouverture : The Queen
- En clôture : Cœurs

## Palmarès

### Palmarès international
- Gajokeui tansaeng (Kim Tae-Yong) : Alexandre d'or
- On a Friday Afternoon (Mona Zandi Haghighi) : Alexandre d'argent
- Slawomir Fabicki : meilleur réalisateur (Z Oszysku)
- Mauricio Zacharias, Felipe Branganca et Karim Aïnouz (O Céu de Suely) et Song Ji-young et Kim Tae-Yong (Gajokeui tansaeng) : meilleur scénario ex æquo
- Moon So-ri, Bong Tae-gyu, Gong Hyo-jin et Kim Hye-ok (Gajokeui tansaeng) : meilleures actrices ex æquo
- Antoni Pawlicki (Z Oszysku) : meilleur acteur
- O Céu de Suely de Karim Aïnouz : prix artistique

### Palmarès grec
- Eduart : Alexandre d'or, meilleur réalisateur, meilleur scénario, meilleurs décors, meilleure musique, meilleur son, meilleur montage, meilleurs costumes, meilleur maquillage, Prix FIPRESCI, prix de l'union des techniciens grecs de la télévision et du cinéma
- Le Fils du gardien (Dimitris Koutsiabasakos) : Alexandre d'argent, meilleur jeune réalisateur, prix du public